# Оборино (Ульяновська область)
Оборино (рос. Оборино) — присілок в Вешкаймському районі Ульяновської області Російської Федерації.
Населення становить 0 осіб. Входить до складу муніципального утворення Вешкаймське міське поселення.

## Історія
Від 2004 року входить до складу муніципального утворення Вешкаймське міське поселення.

## Населення
| 2010 |
| ---- |
| 0    |